# Abborrtjärnen (Norbergs socken, Västmanland)
Abborrtjärnen är en sjö i Norbergs kommun i Västmanland som ingår i Norrströms huvudavrinningsområde.